# نهر النيل (كتاب)
نهر النيل هو كتاب صدر في 2001، من تأليف الجيولوجي المصري رشدي سعيد، يناقش الكتاب حول نهر النيل ونشأته واستخداماته.

## فكرة الكتاب
الموضوع الأساسي الذي يدور حوله هذا الكتاب هو مياه نهر النيل، الذي يتكون من أربعة أجزاء يتناول الجزء الأول موضوع نشأة النهر وتطوره حتى اتخاذه شكله الحالي وهذا الجزء شديد التخصص حاول الكاتب فيه الكتابة بلغة سهلة على قدر المستطاع، وأعد موجزا لخص فيه نتائج هذا الجزء ليستطيع القارئ بعدها القفز مباشرة إلى الجزء الثاني إن رغب. ونتائج الجزء الأول مثيرة حقا فهي أن النيل بدأ في حصر خانقا عظيما منذ ستة ملايين سنة ولم يتم اتصاله بأفريقيا الاستوائية إلى منذ 800 ألف سنة مضت فقط وأن النيل الذي نراه اليوم هو نهر حديث ولد مع أمطار الفترة المطيرة التي أعقبت تراجع ثلوج العصر الجليدي الأخير منذ حوالي عشرة آلاف سنة، وقد قلت المياه التي يحملها النهر منذ أن انكمشت جبهة أمطار هذه الفترة منذ خمسة آلاف سنة حتى ليمكن القول أنه لولا عبقرية المهندس المصري القديم والحديث وجهد الفلاح المصري ما أمكن لمصر أن تكون لها هذه الكمية من المياه التي تصلها بل وربما ما وصل إليها النهر أصلا.
ويتعلق الجزء الثاني من الكتاب بهديرولوجية النهر وكمية المياه التي يحملها اليوم وتقلباتها وأسباب هذه التقلبات. ويتناول الجزء الثالث موضوع استخدامات مياه النيل منذ أن نزل الإنسان على ضفاف النيل منذ مئات الآلاف من السنين وكيف استطاع الإنسان أن يستغل بيئة النهر التي تغيرت عبر السنوات الطوال لتطوير معاشه متنقلا من الصيد مجمع النبات البري والدرنات وصيد الأسماك إلى الزراعة البدائية فالزراعة باستغلال ظاهرة الفيضان ثم بترويض النهر حتى تمام ضبطه بالكامل ببناء السد العالي.
ويعالج الجزء الرابع مستقبل استخدامات مياه النيل وموقف الاتفاقيات القائمة بين دول الحوض ومصادر المياه والأرض القابلة للزراعة المتاحة لهذه الدول وطريقة استخدامها في الوقت الحاضر وخطط استخدامها في المستقبل لكل دولة من دول الحوض.

## أقسام الكتاب
- الجزء الأول: نشأة وتطور نهر النيل
- الجزء الثاني: هديرولوجية نهر النيل.
- الجزء الثالث: استخدامات نهر النيل.
- الجزء الرابع: مستقبل استخدامات نهر النيل.

## وصلات خارجية
- نهر النيل، معرفة المصادر